# 문법 범주
문법 범주(文法範疇, 영어: grammatical category) 또는 문법 자질(文法資質, 영어: grammatical feature)은 한 언어의 문법에서 동일한 종류의 의미나 기능을 갖는 속성들의 모임이다. 이러한 속성을 문법 범주의 값(value)이라 하고, 하나의 문법 범주에는 여러 값이 속한다. 일반적으로, 같은 문법 범주에 속한 값들은 상호 배타적이기 때문에, 동시에 여러 값을 가지는 것은 불가능하다. 흔히 접할 수 있는 문법 범주는 다음과 같은 것이 있다.
- 시제: 시간 속에서 사건의 위치를 나타낸다. 과거시제, 현재시제, 미래시제 따위의 값을 가진다.
- 수: 대상이 얼마나 많은지를 나타낸다. 단수, 복수, 쌍수, 삼수, 소복수 따위의 값을 가진다.
- 성: 임의적인 명사의 분류를 나타내며, 대체로 생물학적 성별과 관련있다. 남성, 여성, 중성 따위의 값을 가진다.
- 명사 부류: 성보다 일반적인 개념으로, 명사를 여러 기준에 따라 임의적으로 나눠 놓은 것이다. 남성 부류, 여성 부류, 동물 부류, 식물 부류, 사물 부류, 장소 부류, 추상명사 부류 따위의 값을 가질 수 있다.
- 격: 문장에서 명사의 기능을 나타낸다. 주격, 대격, 여격, 속격 따위의 값을 가진다.

문법 범주의 값을 나타내기 위해 단어의 모습이 바뀌는 현상을 굴절이라 한다. 예를 들어 영어의 동사는 시제에 따라 굴절한다. 문법 범주의 값이 음운론적으로 나타나는 방식은 실현형(exponent)이라 부른다. 예를 들어 영어에서 동사에 붙는 접미사 -ed는 과거시제의 실현형이라 할 수 있다. 동일한 문법 범주에 속한 값끼리는 서로 비슷한 방식으로 실현되는 경우가 많다.
문법 범주와 거기에 속한 값들의 목록은 언어마다 다르다. 또, 서로 다른 언어의 문법 범주나 그 값에 동일한 이름이 붙었다고 해서 동일한 의미나 기능을 갖는 것도 아니다. 그러나 문법 범주들이 갖는 의미와 기능은 언어마다 대체로 비슷하며, 이는 언어유형론의 연구 대상이다.

## 범주의 값과 의미
일반적으로 하나의 문장 성분은 각 문법 범주마다 최대 하나의 값만을 가질 수 있다. 예를 들어 어느 명사구가 단수이면서 동시에 복수일 수는 없는데, 단수와 복수는 모두 수 범주에 속한 값이기 때문이다. 그러나 어느 명사구가 단수이면서 동시에 여성인 것은 가능한데, 단수와 여성은 각각 수와 성이라는 다른 범주에 속하기 때문이다.
문법 범주는 그것이 나타내는 의미에 따라 이름을 붙이는 경우가 많다. 예를 들어 어떤 언어에서 ‘시제’라는 이름이 붙은 문법 범주는 과거, 현재, 미래 등 시간 속에서 사건의 위치를 나타내는 것이 보통이다. 그러나 문법 범주는 형태론과 통사론에 속한 개념이므로, 의미 요소에 단순하고 일관되게 대응하리란 법은 없다. 예를 들어 시제, 상, 서법은 의미론적으로 서로 구별되는 개념이지만, 많은 언어에서는 시제, 상, 서법에 대응하는 문법적 요소들이 서로 구분되지 않고 ‘시상법’이라는 단일한 문법 범주를 이룬다. 또, 학자마다 사용하는 용어가 다를 수 있다. 예를 들어 ‘명제나 사건에 대한 태도’를 나타내는 문법 범주인 ‘양태’를 어떤 학자들은 ‘양상’이나 ‘서법’이라고 부르는데, 다른 학자들은 ‘청자에 대한 화자의 태도’를 서법으로 정의한다.

## 실현
문법 범주는 굴절을 통해 단어에 표시될 수 있다. 예를 들어 영어에서 명사의 수는 단수일 경우 명사를 굴절하지 않은 채로 놔두고, 복수일 경우 접미사 -s를 붙여서 표현하는 규칙이 있다. (불규칙한 복수형을 가진 명사도 있다.) 어떤 경우에는 한 단어가 가진 문법 범주가 그 단어에 표시되지 않고, 일치 따위를 통해 문장 안의 다른 곳에 표시되거나, 아예 드러나지 못하기도 한다.
다음 영어 예문에서 명사의 수는 접미사 -s의 유무로 표시되지만, 명사와 동사 사이의 수 일치로도 표시된다. 이 경우 주어 명사가 단수이면 동사의 형태는 is가 되고, 복수이면 are이 되어야 한다.
- The bird is singing. ‘그 새가 노래한다.’
- The birds are singing. ‘그 새들이 노래한다.’

그런데 다음 예문에서 명사 sheep은 단수형과 복수형이 구별되지 않는 불규칙 명사이다. 따라서 일치를 통해 동사에만 드러난다.
- The sheep is running. ‘그 양이 달린다.’
- The sheep are running. ‘그 양들이 달린다.’

그러나 다음 예문에서는 명사의 수가 전혀 드러나지 않으므로 중의성이 생긴다.
- The sheep can run. ‘그 양은/양들은 달릴 수 있다.’

같은 문법 범주에 속한 값끼리는 문장이나 단어 안에서 같은 ‘자리’에 표시되는 경우가 많다. 예를 들어 라틴어에서 명사의 격은 모두 접미사로 표시된다. rosa, rosae, rosae, rosam, rosā는 각각 ‘장미’를 뜻하는 단어의 주격, 속격, 여격, 대격, 탈격 형태이다.
문법 범주는 단어만이 가지는 것이 아니라 구이나 절처럼 단어보다 더 큰 문장 성분도 가질 수 있다. 구는 자신의 핵어로부터 문법 범주를 물려받는 경우가 많다. 예를 들어 위 예문에서 명사구 the birds는 그 핵어인 birds로부터 복수 값을 물려받는다. 어떤 경우에는 구가 구성된 방식으로부터 문법 범주의 값이 결정되기도 한다. 예를 들어 영어에서 등위접속으로 만들어진 명사구 Tom and Mary는 복수인데(동사가 복수 일치를 한다는 데서 알 수 있다) 그것을 이루는 작은 명사구 Tom과 Mary는 모두 단수이다. 또, 스페인어에서 남성 명사 Tomás와 여성 명사 María를 등위접속한 명사구인 Tomás y María는 남성이 된다.

## 같이 보기
- 문법 관계
- 품사